# Avenida Peñalver
La Avenida Peñalver es una avenida que se encuentra en el Norte de la ciudad de El Tigre, Estado Anzoátegui en Venezuela, en la Parroquia Edmundo Barrios.
La Avenida Peñalver Empieza en el Distribuidor Alex Cabrera en la Avenida España donde se encuentran Las Troncales 16 y 15, la avenida empieza desgornaizada donde la avenida son 4 calles después la Avenida hace un retorno donde las 4 calles del Distribuidor se juntan formando La Avenida, después la Avenida se encuentra con las calles 10ma Carrera Norte y 7ma Carrera Norte, después la Avenida se encuentra con la Avenida Bicentenaria y luego de 2 calles seguidas la Avenida se encuentra con la Avenida Libertador al frente del Hospital de la ciudad, después la Avenida termina en la Redoma Cruz de los Choferes donde hay un cruce de la Avenida Francisco de Miranda y la Avenida Intercomunal (Troncal 15).